# Kreben (Wilhermsdorf)
Kreben ist ein Gemeindeteil des Marktes Wilhermsdorf im Landkreis Fürth (Mittelfranken, Bayern). Kreben liegt in der Gemarkung Katterbach.

## Geographie
Östlich des Dorfes liegen der Herrenweiher und der Krebener Weiher, aus dem der Untere Krebener Graben entspringt, der ein linker Zufluss des Farrnbachs ist. Im Süden grenzt das Flurgebiet Röthen an, im Nordosten liegt das Waldgebiet Breite Krotte. Die Kreisstraße NEA 10/FÜ 9 führt nach Hirschneuses (2,5 km westlich) bzw. nach Kirchfarrnbach (1,9 km östlich).

## Geschichte
1169 wurde der Ort erstmals urkundlich erwähnt. Bis ins 16. Jahrhundert trug Kreben den Namen Sperberslohe (auch Sparwaresloch, Sperwaresloch, Sperwersloch oder Sperbersloh). Nach dem Historiker von Guttenberg wird Kreben, wie die Nachbarorte, seit dem 9. Jahrhundert als „Kranz von Ausbausiedlungen“ vom Königsgut Kirchfarrnbach aus angelegt. Während des Deutschen Bauernkriegs im Jahr 1526 und bei der Veranschlagung der Türkensteuer im Jahr 1557 taucht bereits der Name Kreben in den Akten auf. Der Grund für diese Namensänderung ist unbekannt.
In den Salbüchern des Klosters Heilsbronn sind Strukturänderungen erkennbar. Beispielsweise sind im ältesten Salbuch aus dem Jahr 1402 elf Sperbersloher Bauern aufgeführt, 1432 noch neun. Ein Salbuch aus dem Jahr 1571 beinhaltet nur noch sieben Namen. Im Dreißigjährigen Krieg werden sieben von acht Heilsbronner Anwesen zerstört. 1642 steht in einem Salbuch bei jedem Hof „Ist Abbrant“, „Ist Abbrant, und Öedt“, „Ist gestorben und Abbrandt“ oder „Ist gestorben, und Eingefallen“. Etwa dreißig Jahre danach begann die Wiederbesiedlung; sie dauerte rund zehn Jahre.
Anfang des 18. Jahrhunderts wurde Kreben als „Ein Weyler, so nach Kirchfarrenbach gepfarrt, darinnen sind sieben Closter Neuhöfische und ein Nürnbergischer Reichsallmoßischer Unterthan, und geben den Zehenden ins Closter Heylsbronn“ beschrieben.
Gegen Ende des 18. Jahrhunderts gab es in Kreben acht Anwesen. Das Hochgericht übte das brandenburg-bayreuthischen Stadtvogteiamt Markt Erlbach aus. Die Dorf- und Gemeindeherrschaft hatte das nunmehr brandenburg-bayreuthische Kastenamt Neuhof. Grundherren waren das Kastenamt Neuhof (3 Höfe, 2 Güter, 1 Schmiede), die Pfarrei Kirchfarrnbach (1 Hof) und das Landesalmosenamt der Reichsstadt Nürnberg (1 Gut).
Von 1797 bis 1810 unterstand der Ort dem Justizamt Markt Erlbach und Kammeramt Neuhof. 1810 kam Kreben an das Königreich Bayern. Im Rahmen des Gemeindeedikts wurde es dem 1811 gebildeten Steuerdistrikt Hirschneuses zugeordnet. 1813 entstand die Ruralgemeinde Kreben, zu der Altkatterbach, Lösleinshäuslein, Neukatterbach und Riedelshäuslein gehörten. Mit dem Zweiten Gemeindeedikt von 1818 wurden zwei Ruralgemeinden gebildet:
- Ruralgemeinde Katterbach mit Altkatterbach, Neukatterbach und Riedelshäuslein;
- Ruralgemeinde Kreben mit Lösleinshäuslein. Zugleich wurde Oberndorf von der Ruralgemeinde Meiersberg nach Kreben umgemeindet.[6]

Die Ruralgemeinde Kreben war in Verwaltung und Gerichtsbarkeit dem Landgericht Markt Erlbach und in der Finanzverwaltung dem Rentamt Ipsheim zugeordnet. Am 9. November 1824 wurde schließlich die Ruralgemeinde Kreben in die Ruralgemeinde Katterbach integriert.
Mit der Gebietsreform in Bayern wurde Kreben am 1. Juli 1972 nach Wilhermsdorf eingegliedert.

### Ehemaliges Baudenkmal
- Zu Haus Nr. 1 gehörige Scheune aus Quadern mit zwei Dachgeschossen. Im Giebel Kartusche mit unleserlicher Inschrift, vermutlich „Johann Würflein 1806“. Am First Kugelaufsatz mit seitlichen Hörnern.[9]

### Einwohnerentwicklung
Im Jahr 1812 bestand Kreben und das Lösleinshäuslein aus 14 Wohnhäusern. Dort lebten 19 Familien, die Bauern, Hirten, Schmiede oder Schnallenmacher waren. 55 der 79 Einwohner waren über 14 Jahre alt.
| Jahr      | 001818 | 001840 | 001861 | 001871 | 001885 | 001900 | 001925 | 001950 | 001961 | 001970 | 001987 | 002009 | 002018 |
| Einwohner | 71     | 86     | *86    | 79     | 80     | 66     | 68     | 94     | 75     | 83     | 76     | 81     | 76     |
| Häuser    | 13     | 16     |        |        | 15     | 16     | 12     | 15     | 15     |        | 17     |        |        |
| Quelle    | [ 11 ] | [ 12 ] | [ 13 ] | [ 14 ] | [ 15 ] | [ 16 ] | [ 17 ] | [ 18 ] | [ 19 ] | [ 20 ] | [ 21 ] |        | [ 1 ]  |

## Religion
Der Ort ist seit der Reformation evangelisch-lutherisch geprägt und bis heute nach St. Peter und Paul (Kirchfarrnbach) gepfarrt. Die Einwohner römisch-katholischer Konfession sind nach St. Michael (Wilhermsdorf) gepfarrt.

## Sonstiges
Die Gegend um Kreben ist von Lichtverschmutzung kaum betroffen und wird daher rege als Beobachtungsplatz von Astronomen und Astrofotografen genutzt. Der dunkle Sternenhimmel bietet in guten Nächten eine visuelle Grenzgröße von über 6,5 mag. Bei Kreben trifft sich regelmäßig der Astrokreis, ein lockerer Zusammenschluss aktiver Beobachter in der Nürnberger Astronomischen Arbeitsgemeinschaft.